# Арцруни, Григор
Григо́р Арцруни́ (арм. Գրիգոր Արծրունի; 1845—1892) — армянский либеральный публицист, издатель и редактор газеты «Мшак», брат Андрея Арцруни.

## Биография
Григор Арцруни родился 15 (27) февраля 1845 года в Москве.
Изучал латинский, немецкий, французский, русский и армянский языки. В 1863 году окончил курс в Тифлисской классической гимназии, затем учился Московском и Санкт-Петербургском университетах, а позднее поступил в Гейдельбергский университет, в котором изучал политико-экономические науки, и в 1869 году, получив степень доктора философии, вернулся в город Тифлис.
Литературную деятельность начал в газетах «Мегу Айастани» (Пчела Армении) и «Айкаган Ашхар» (Армянский мир), а затем в 1872 году основал газету «Мшак» («Работник»). Одним из первых сотрудников газеты стал армянский романист Перч Прошян, однако вскоре он уволился из-за разногласий с Арцруни.
Григор Арцруни скончался 19 (31) декабря 1892 года в городе Тифлисе.
В 1912 году группа армянских  литераторов  и сотрудники «Мшака» в  память 20-ти летней кончины основателя газеты Григора Арцруни, решила устроить литературный вечер  и отслужить панихиду на могиле покойного публициста